# گابریل کوهن
گابریل کوهن (انگلیسی: Gabriele Kühn؛ زادهٔ ۱۱ مارس ۱۹۵۷) قایقران روئینگ اهل آلمان شرقی بود.